# Geoglossaceae
Geoglossaceae is een familie van schimmels van de klasse Geoglossomycetes, behorend tot de orde van Geoglossales.

## Taxonomie
De familie Geoglossaceae bestaat uit de volgende geslachten:
- Geoglossum
- Glutinoglossum
- Hemileucoglossum
- Leucoglossum
- Maasoglossum
- Phaeoglossum
- Sabuloglossum
- Sarcoleotia
- Thuemenidium
- Trichoglossum